# 平山郁夫美術館
平山郁夫美術館（ひらやまいくおびじゅつかん）は、広島県尾道市瀬戸田町にある美術館。日本画家で日本美術院理事などを務め、尾道市名誉市民（旧瀬戸田町名誉町民）の平山郁夫が生まれ育った生口島瀬戸田町で、1997年4月6日に開館した平山作品の展示美術館である。
その特徴は、画家としての平山作品だけではなく、幼少期のスケッチや体験談（広島原爆被爆等）や若年期の学校時代の写真など、平山の人物像を展示していることにある。館長は実弟の平山助成が就いている。
年中無休で有料。付属施設としてティーラウンジやミュージアムショップがあり、平山作品のレプリカの販売や生口島の名産品を販売している。

## 館内

### 展示
平山郁夫の作品のみ。展示は3つに分けられている。
- 第1展示室 - 画家になるまでの資料・写真・体験談など。
- 第2展示室 - 「しまなみ海道五十三次」
- 第3展示室 - 企画展の展示。シルクロード大作の展示など。

### 建物
建物の設計は今里隆。和風平屋建で延床2,180 m2、平山作品のテーマである「仏教」「平和」を表現している。庭園は中島健によるもので、平山作品のテーマである「瀬戸内海」をモチーフにし、中央には生口島から見える瓢箪島を模した小山を配する。

## 利用情報
2016年現在の公式発表
- 開館時間 - 9:00～17:00
- 休館日 - 原則無休
- 観覧料 - 一般:920円、大学・高校生:410円、中校生以下：210円（10人以上の場合は団体割引がある）
- 駐車場 - 無料40台分
- 付属施設 - ティーラウンジ、ミュージアムショップ

## アクセス
2016年現在
- 車
  - （本州より）西瀬戸自動車道・生口島北ICから約10分
  - （四国より）西瀬戸自動車道・生口島南ICから約10分
- 船
  - 瀬戸田港から徒歩10分
- バス
  - しまなみライナー・瀬戸田BSから島内バス・島内東回り線乗車、「耕三寺」バス停下車、徒歩1分
  - おのみちバス・瀬戸田線乗車、「耕三寺」バス停下車、徒歩1分